# Walter Lehmann
Walter Lehmann   (Hütten, 13 de novembre de 1919 - Richterswil, 23 de setembre de 2017) va ser un gimnasta artístic suís que va competir durant les dècades de 1940 i 1950.
El 1948 va prendre part en els Jocs Olímpics d'Estiu de Londres, on disputà vuit proves del programa de gimnàstica. Guanyà la medalla de plata en el concurs individual, el concurs complet per equips i la barra fixa. En la resta de proves destaca una quarta posició en la prova d'anelles i la cinquena en el barres paral·leles. En aquests mateixos Jocs fou l'encarregat de dur la bandera en la cerimònia de clausura i en els Jocs de 1952 també ho va fer en la cerimònia inaugural.
En el seu palmarès també destaquen tres medalles d'or i tres de bronze al Campionat del Món de gimnàstica artística de 1950. El 1951 guanyà el campionat nacional. Un cop retirat va ser el responsable d’organitzar els campionats suïssos de l'Eidgenössischen Kunstturnerverband (EKV) durant molts anys. Va exercir d'àrbitre i el 1972 fou escollit com a millor àrbitre del món. El 1984 es va retirar i va renunciar a tots els càrrecs.